# Ritchie Bros. Auctioneers
Ritchie Bros. Auctioneers (Ritchie Bros.) es el subastador de equipo industrial más grande del mundo. Ritchie Bros. tiene más de 1,000 empleados y por encima de 110 lugares alrededor del mundo, incluyendo 38 sitios de subastas. La compañía vende, a través de subastas públicas sin reservas, una gama de equipo industrial nuevo y usado para la construcción, el transporte, el transporte marítimo, la manipulación de materiales,minería, explotación forestal, el petróleo, las propiedades inmobiliarias y los sectores agrícolas. Ritchie Bros. es una empresa pública. Sus acciones ordinarias se negocian en las bolsas de valores de Nueva York y de toronto bajo el símbolo teletipo RBA.

## Historia

### Los hermanos Ritchie
Ritchie Bros. Auctioneers fue establecida en Kelowna, B.C., Canadá. Los tres hermanos Ritchie - Ken, John y Dave Ritchie - asumieron el control de la Tienda de Muebles Usados su padre OK en 1955. Después de esto entraron al negocio de la subasta en 1958 cuando necesitaban CA $2,000 para pagar una deuda bancaria con poca antelación. Un amigo sugirió que condujeran una subasta para librarse de algunos inventarios en exceso de la tienda de muebles. Condujeron su primera subasta en el Scout Hall en Kelowna en 1958 y así descubrieron una nueva manera de hacer negocios.
Comenzando con esa primera subasta en Scout Hall, Ritchie Bros. mantuvo una estricta política de conducir subastas sin reservas – significando que no había ninguna licitación mínima ni precios de reserva. Los hermanos también establecieron una política de no permitir la licitación o recompra por parte de los vendedores. Estas políticas llegaron a ser cruciales en la distinción de la compañía de otros subastadores de equipo.
Los hermanos comenzaron a conducir subastas más regulares y en 1958 incorporaron Ritchie Bros. Auction Galleries Ltd. para formalizar su nuevo negocio. Ritchie Bros. comenzó a vender equipo usado en los años 1960s. En 1963 Dave Ritchie se mudó a Vancouver, B.C. donde alquiló un sitio para subastas en S.E. Marine Drive. Él organizó la primera subasta de equipo de la compañía en Vancouver poco tiempo después.
Los hermanos Ritchie condujeron su primera subasta industrial sin reservas en Radium Hot Springs, B.C. el 7 de junio de 1963. Vendieron CA $663,000 de equipo en un día - en gran medida la subasta de más grande en la historia de la compañía.
El éxito de la subaste de Radium Hot Springs convenció a los hermanos de que podían hacer más dinero subastando equipo usado que vendiendo muebles, así que vendieron su tienda de muebles en Kelowna y entraron al negocio de la subasta a tiempo completo.
Ritchie Bros. Auctioneers estableció una de sus marcas registradas de sus subastas en la subasta de Radium Hot Springs. Llovía en el día de la subasta. En vez de hacer a los licitadores dar vueltas en la lluvia durante la subasta, instalaron la subasta debajo de los aleros de una tienda próxima y transportaron el equipo a ser vendido parte por parte. El público permaneció seco y el método de rampa-y-escenario se convirtió en una parte integral de las subastas de Ritchie Bros. después de eso.

### Los años tempranos de las subastas
La mayor parte de las subastas más tempranas de la compañía fueron llevadas a cabo en British Columbia. Ritchie Bros. comenzó a ampliarse hacia otras partes de Canadá a mediados de los años sesenta, conduciendo su primer subasta en Alberta (1964), Yukon (1964), Saskatchewan (1965), Manitoba (1968), y poco tiempo después a otras partes del Este de Canadá.
En 1965, Ken Ritchie dejó la compañía para pasar más tiempo con su familia y el nombre de compañía fue cambiado de Ritchie Bros. Galleries Ltd. a Ritchie Bros. Auctioneers Ltd. Ken estableció su propia compañía de subastas pero regresó a trabajar con sus hermanos en 1968. Él permaneció con Ritchie Bros. Auctioneers hasta el año 1980.
En 1968, Ritchie Bros. Auctioneers llevó a cabo su primera subasta con ingresos brutos superiores a CA $1 millón, en Edmonton, Alberta, Canadá. Edmonton fue también el primer lugar permanente para las subastas de la compañía (en tierra privada de la compañía), que fue establecida en 1976. Hasta entonces, Ritchie Bros. había estado conduciendo sus subastas en tierra arrendada.

### Expansión en los Estados Unidos
Ritchie Bros. estableció su primera presencia fuera de Canadá en 1969 cuando se incorporó en el Estado de Washington, Estados Unidos. La compañía llevó a cabo su primera subasta fuera de Canadá en 1970, en Beaverton, Oregón, y comenzó gradualmente a ampliar su presencia en los Estados Unidos.
En 1974, John Ritchie dejó la compañía, vendiendo su parte del negocio a su hermano Dave. En 1975, Dave Ritchie - el único accionista de la compañía - decidió vender sociedades en Ritchie Bros. Auctioneers a algunos de sus principales empleados: Dick Bartel, C. Russell (“Russ ") Cmolik, Ken Ritchie, y Bill Gronberg. Durante los años consiguientes, la sociedad se amplió para incluir a Bob Carswell, Marvin Chantler, Ed Banser, Roger Rummel, Bob Brawley, Ken Asbury, John Wild, Marty Pope, Mark Clarke, Don Chalmers, Sylvian Touchette, Frank McFadden, y a Mike Ritchie. Cuando Ritchie Bros. se volvió pública en 1998 Ken Ritchie y Bill Gronberg ya no poseían acciones en la compañía. 
Para 1985, Ritchie Bros. Auctioneers había vendido más de US $1 billón de dólares de equipo a través de sus subastas sin reservas. Tardó solamente tres más años para que la compañía tuviera una entrada bruta de otro US $1 billón de dólares en ventas.

### Expansión internacional
A finales de la década de los ochenta, Ritchie Bros. Auctioneers comenzó a mirar al extranjero para encontrar más oportunidades de crecimiento. La compañía condujo sus primeras subastas fuera de Norteamérica en 1987, en Liverpool, el Reino Unido, y Róterdam, Holanda. El equipo vendido en la subasta de Liverpool había sido utilizado para reconstruir las Islas Malvinas después de que terminó la guerra. La expansión internacional adicional continuó con las primeras subastas de la compañía en Australia (1990), México (1995), el Oriente Medio (1997), y África (2003).
En 1991, la compañía alcanzó otro punto notable cuando condujo su milésima subasta sin reservas. Condujo su subasta número 2000 en el año 2000.

### El papel de la tecnología
En 1989, Ritchie Bros. se convirtió en la primera compañía industrial de subastas en permitir hacer una alejada licitación vía vídeo cuando transmitió su subasta de Edmonton en vivo en la feria profesional Agricom en Edmonton, Alberta, Canadá. Emisiones simultáneas en video fueron realizadas en las ferias profesionales en 1993 y 1995, seguido en 1997 por una subasta en videoconferencia de tres vías la cual enlazó sitios de subastas en St. Paul, Minnesota; Kansas City, Misuri; y Clinton, Wisconsin. El equipo fue situado en los tres sitios, y los compradores interesados podían licitar en cualquiera de los sitios, que fueron enlazados vía vídeo.
La compañía puso en marcha su sitio web, rbauction.com, en la feria profesional ConExpo en Las Vegas, Nevada, Estados Unidos en 1996. El sitio ofrecía una base de datos disponible para consulta que permitió a los clientes considerar todo el equipo que sería vendido en las próximas subastas de Ritchie Bros.
En marzo de 1999, Ritchie Bros. transmitió una subasta en la Internet por primera vez. En marzo del 2002, Ritchie Bros. introdujo su servicio de licitación por Internet en tiempo real, rbauctionBid-Live.

### La salida a bolsa
En 1998, el año que Ritchie Bros. salió a bolsa, los ingresos brutos anuales de subastas de la compañía excedieron US $1 billón por primera vez. Sus acciones ordinarias fueron enlistadas en la Bolsa de Valores de Nueva York bajo símbolo RBA en marzo de 1998, seguido por su enlistado en la Bolsa de Valores de Toronto en abril de 2004.

### La red de los sitios de subasta
La inversión en sitios permanentes para subastas (en tierra poseída por la compañía) ha sido una prioridad de la compañía desde los años 1970s. Ritchie Bros. inauguró su primer sitio permanente de subasta en Nisku (Edmonton), Alberta, Canadá en 1976. Antes de salir a bolsa en 1998, la compañía abrió adicionales sitios permanentes de subasta en Vancouver, B.C. (en 1979); Prince George, B.C. (en 1980); Denver, Colorado (1985) - el primer sitio en los Estados Unidos; Phoenix, Arizona (1987); Toronto, Ontario (1988); Tampa, la Florida (1995); Atlanta, Georgia (1996); Minneapolis, Minnesota (1991); Houston, Texas (1993); Fort Worth, Texas (1994); Olympia, Washington (1994); y Halifax, Nova Scotia (1997).
Desde salir a bolsa en 1998, Ritchie Bros. ha agregado 15 sitios permanentes de subasta (y substituyó uno, en Florida), llegando a un total mundial de 28: Moerdijk, Holanda (abierto en 1999); Brisbane, Australia (1999); Albuquerque, Nuevo México (1999); Statesville, Carolina del Norte (1999); Montreal, Quebec (2000); Chicago, Illinois (2000); North East, Maryland (2001); Grande Prairie, Alberta (2002); Orlando, Florida (2002); Sacramento, California (2005); Saskatoon, Saskatchewan (2006); Buxton, Dakota del Norte (2006); Nashville, Tennessee (2006); Columbus, Ohio (2007); Kansas City, Misuri (2008); Saint Aubin sur Gaillon, Francia (2008). La compañía también mantiene sitios de subasta en tierra arrendada en Valencia, España; Toluca, México; Caorso, Italia; Dubái, los Emiratos Árabes Unidos; Singapur; Melbourne, Australia; Hartford, Connecticut; y Las Vegas, Nevada. En total, Ritchie Bros. tiene actualmente 38 sitios de subasta en 10 países. La compañía tiene la intención de agregar dos o tres nuevos sitios de subasta cada año a esta red. 

### Adquisiciones
En 1999, Ritchie Bros. adquirió Forke Brothers, una compañía de subastas de equipo con sede en Nebraska, Estados Unidos y uno de sus competidores más importantes. La compañía movió sus jefaturas de los Estados Unidos a Lincoln, Nebraska después de la adquisición. Ritchie Bros. hizo su incursión en el negocio de subastas de equipo agrícola con las adquisiciones de All Peace Auctions de Grande Prairie, Alberta, Canadá en 2002; LeBlanc Auction Service en Estevan, Saskatchewan, Canadá en 2004; Dennis Biliske Auctioneers de Buxton, Dakota del Norte, Estados Unidos en 2006; y Clarke Auctioneers de Rouleau, Saskatchewan, Canadá en 2007.

### Subastas notables
Entre las subastas notables conducidas por Ritchie Bros. Auctioneers: equipo de la construcción y más usados para reconstruir el aeropuerto, el astillero y otras instalaciones después de la guerra de las Islas Malvinas (1987); cerca de 9,800 artículos y piezas de equipo utilizados en la operación de limpieza de US $1 billón después del derramamiento de aceite de Exxon Valdez en Alaska (1990); y el equipo usado para construir el Puente de la Confederación que liga a la provincia de Prince Edgard Island al continente Canadiense (1997). 

## La compañía hoy en día
En 2007, Ritchie Bros. Auctioneers Inc. generó ingresos brutos de subastas superiores a los US $3.18 billones en más de 350 subastas industriales y agrícolas sin reservas en todo el mundo. La compañía vendió más de 261,000 lotes y procesó más de 254,000 registros de licitadores. De esos, 80,000 fueron compradores exitosos.
En el 2007, los licitadores por Internet compraron más de US $600 millones de equipo y otros activos en las subastas de Ritchie Bros. usando rbauctionBid-Live. Desde el 2002, Ritchie Bros. ha vendido más de US $2 billones de equipo a través de la Internet.
Ritchie Bros. condujo la subasta más grande en la historia de la compañía en febrero del 2008. La subasta de cinco días en el sitio de subasta de la compañía en Orlando, Florida ofreció 6,200 lotes, generó ingresos brutos de subastas por encima de US $190 millones y atrajo a más de 6,000 licitadores registrados de 71 diferentes países. El año también marcó el 50.º aniversario de la compañía en negocios.
Ritchie Bros. celebró su 50.º aniversario en 2008.

## Gerencia
- Funcionario Ejecutivo Principal (CEO): Peter J. Blake
- Presidente: Robert (Rob) Mackay
- Funcionario de Operaciones Principal (COO): Robert (Bob) S. Armstrong
- Funcionario Financiero Principal (CFO): Rob McLeod
- Vicepresidente - Recursos Humanos & Administración: Victor (Vic) Pospiech
- Vicepresidente - Cuentas Nacionales & Transportación: Robert (Rob) Whitsit
- Vicepresidente - Canadá & Agricultura: Kevin Tink
- Vicepresidente - Oeste de U.S.: Steven (Steve) Simpson
- Vicepresidente - Este de U.S.: Curtis (Curt) Hinkelman
- Vicepresidente - Centro de U.S., México, Centro & Sudamérica: David (Nick) Nicholson
- Vicepresidente - Europa, el Medio Oriente, India & China: Guylain Turgeon

## Junta Directiva
- Presidente: Robert (Bob) W. Murdoch
- Peter J. Blake
- Beverley A. Briscoe
- Eric Patel
- Edward B. Pitoniak
- Christopher Zimmerman
- James Micali